# مشعلية
المشعلية أو الرشاد الحجري أو الغَريبة أو الزهرة الغربية (الاسم العلمي: Aethionema) هي جنس من النباتات تتبع الفصيلة الصليبية من رتبة الكرنبيات.

## أنواع المشعلية
- مشعلية إربدية
- مشعلية أرمنية
- مشعلية أندلسية
- مشعلية راتنجية
- مشعلية رأسية
- مشعلية أجمية
- مشعلية سنبلية
- مشعلية سورية
- مشعلية حجرية
- مشعلية عربية
- مشعلية قلبية الأوراق
- مشعلية قلبية
- مشعلية قلمية
- مشعلية كبيرة الأزهار
- مشعلية لحمية
- مشعلية متغايرة الثمار
- مشعلية متقابلة الأوراق
- مشعلية مستديرة الأوراق
- مشعلية تركية
- مشعلية ثلاثية العروق
- مشعلية جميلة
- مشعلية حليمية
- مشعلية خيمية
- مشعلية رأسية الأزهار
- مشعلية عصوية
- مشعلية عوسجية
- مشعلية غشائية
- مشعلية متباينة الأوراق
- مشعلية مخرزية
- مشعلية مستديرة
- مشعلية مهدبة